# Szergej Mihajlovics Eisenstein

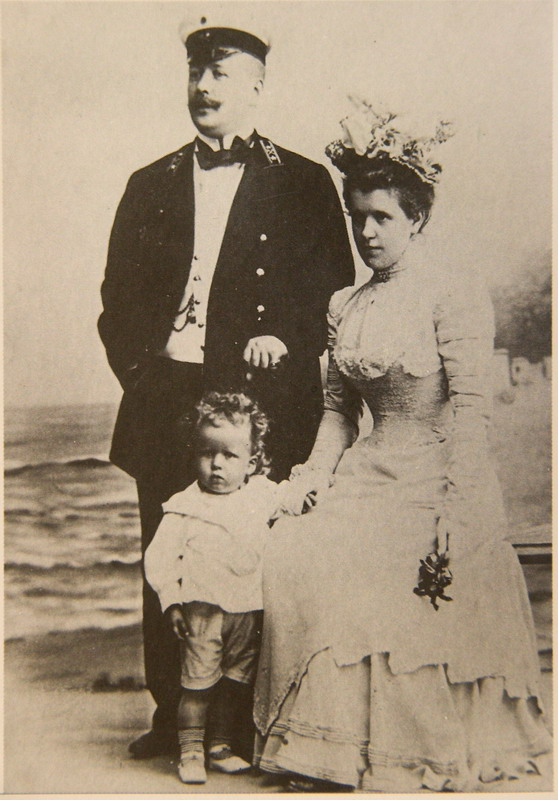
Eisenstein szüleivel

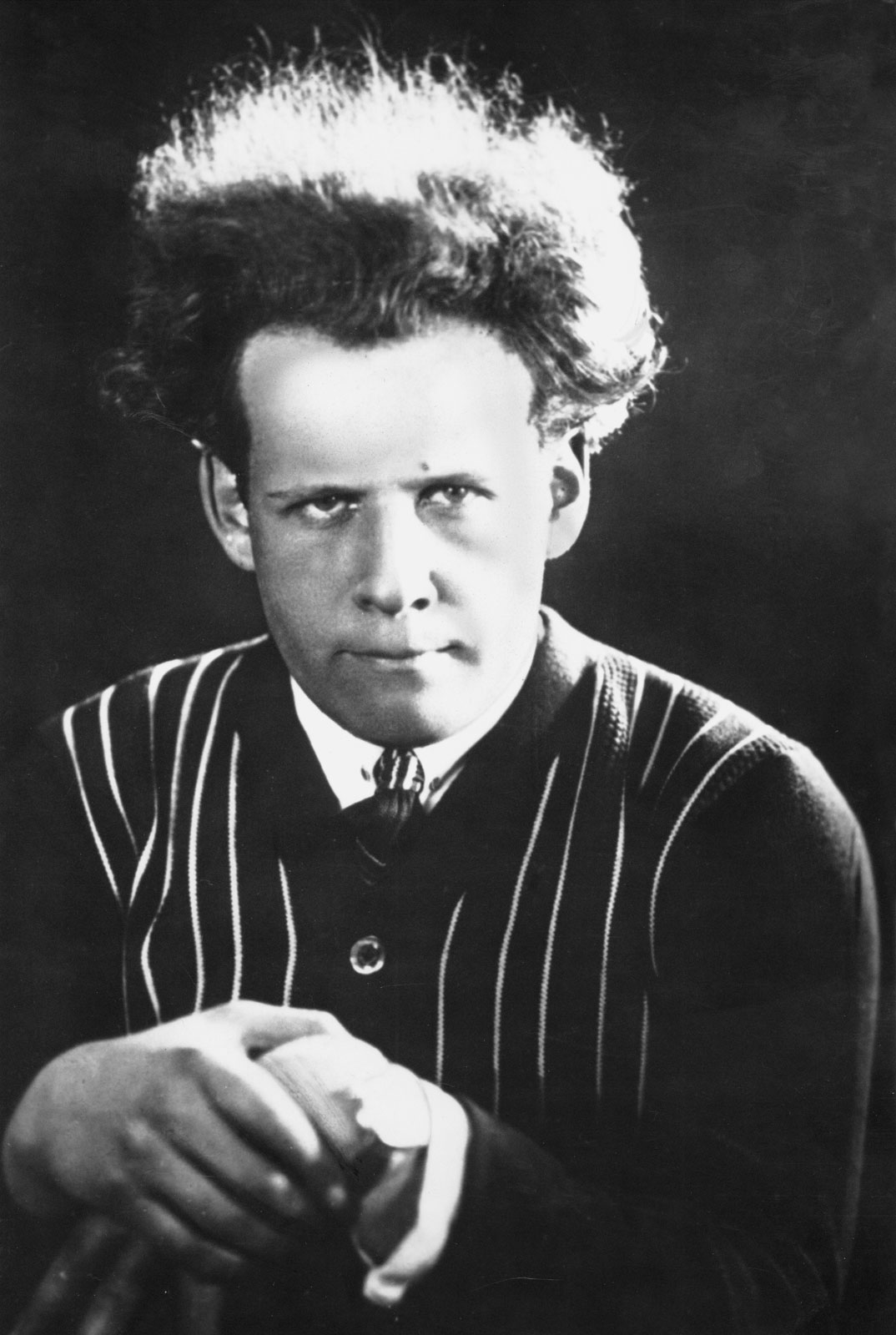

Szergej Mihajlovics Eisenstein (a magyar szakirodalomban gyakran Ejzenstein, oroszul: Сергей Михайлович Эйзенштейн, lettül: Sergejs Eizenšteins) (Riga, 1898. január 23. – Moszkva, Oroszországi SZSZSZK,1948. február 11.) szovjet filmrendező, forgatókönyvíró, szerkesztő és teoretikus, az egyetemes filmtörténet egyik legjelentősebb alakja. Munkásságával nagy mértékben hozzájárult a film máig jellemző formanyelvének kialakításához.

## Élete, munkássága
Petrográdban tanult, festőnek és közben mérnöknek is készült, de végül nem szerzett diplomát. 1918-ban a Vörös Hadseregben önkéntesként agitációs plakátokat készített. 1920-tól egy moszkvai avantgárd színház díszlettervezője, majd rendezője volt. A hagyományos művészi formákat radikálisan elutasító áramlatok híveként tanulmányozta többek között a japán kabuki színház formavilágát is. Új utakat keresve alakította ki első, ún. attrakciós montázs elméletét, amely végül logikusan vezette el a filmhez.
Első, némafilmes korszakának mind a négy játékfilmje (lásd lejjebb a filmográfiát) jelentős alkotás, bennük sikerrel alkalmazta és közben állandóan tovább is fejlesztette elméletét. Nem egyéni hősöket, hanem típusokat ábrázol, csak egy igazi hőse van: a tömeg. Filmjeit patetikus, néha szatirikus hangvétel, forradalmi hevület jellemzi, de ezt a hatást gondosan megkonstruált jelenetekkel, pontosan kiszámított képi kifejezőeszközökkel érte el. Ebben méltó alkotótársa volt állandó operatőre, Eduard Tissze.
Eisenstein a montázst, a képek egymás mellé állításának módját tekintette a film lényegének. Felfogását az 1+1=3 képlettel szokták jellemezni: két egymást követő kép összhatásából olyan új jelentés születhet, amely jelentést önmagában egyik kép sem tartalmazza. A képeknek és a jeleneteknek ez az ütköztetése, ellenpontja sajátos dinamikát teremt: nem csupán a ritmus, hanem a keltett asszociációk, gondolatok dinamikáját is. Az ún. intellektuális filmet a fogalmak közvetlen képi megjelenítésére is alkalmasnak tartotta.
A ma már klasszikusnak számító Patyomkin páncélos (más fordításban: Patyomkin cirkáló) hozta meg számára a világhírt. Ennek egyes képsorait, például az odesszai lépcsőjeleneteit, az Eisensteinről szóló csaknem minden írás idézi. A Patyomkin páncélost 1958-ban a világ tizenkét legjobb filmje közé választották.
1929-ben Eisenstein alkotótársaival Nyugat-Európába, majd az Egyesült Államokba utazott, ahol forgatási szerződést kaptak, de a terv végül meghiúsult. Ezután Mexikóban az országról szóló Que viva Mexico! című tervezett filmjükhöz készítettek felvételeket, ám a filmet nem fejezhették be, és a hatalmas mennyiségű filmanyagot sem vihették magukkal. Abból később mások, több különböző filmet állítottak össze. A forgatást szponzorként Upton Sinclair támogatta, majd a túlköltekezést megelégelve végül a támogatást is ő vonta meg.
Hazatérése után Eisenstein a moszkvai Filmművészeti Főiskolán filmrendezést tanított és elméleti munkáin dolgozott. A hangosfilm elterjedése új kihívást jelentett: az intellektuális filmről korábban vallott nézeteit részben módosította, a fogalmak közvetlen megjelenítése helyett a belső monológ kérdése, a filmhang, a szöveg, sőt a színek dramaturgiai szerepe kezdte foglalkoztatni.
Állandó konfliktusban állt a filmipar nagyhatalmú vezetőjével. Végül csak 1936-ban kapott forgatási lehetőséget, ám Bezsin rétje című filmjét a hivatalos vélemény mint formalista alkotást bemutatásra alkalmatlannak találta. Eisenstein nyilvánosan önkritikát gyakorolt.
Történelmi tárgyú – immár hangos – filmjeiben (melyek zenéit Szergej Prokofjev szerezte, aki máig ható módon határozta meg a filmzene fogalmát) előtérbe került az egyéni hős, a történelmi személyiség monumentálissá növesztett alakja. Ezt a látásmódot a közeledő, illetve már az országban dúló háború is indokolta. A háborús években kezdte el a három részesre tervezett Rettegett Iván forgatását. Az első részt sikerrel be is mutatták, de a másodikat elhibázottnak ítélték, Eisenstein pedig ismét önkritikát gyakorolt, nekilátott filmje kijavításához, de nem volt ideje befejezni, mert 50 éves korában szívroham következtében meghalt.

## Filmjei
- 1923: Glumov naplója (rövidfilm, az Eisenstein által rendezett Karrier c. színházi darab része)
- 1924-25: Sztrájk (Стачка)
- 1925-26: Patyomkin páncélos (Броненосец „Потёмкин“) (az úgynevezett brüsszeli tizenkettő (1958) első helyezett filmje)
- 1927-28: Október (Октябрь)
- 1926-29: Régi és új (Старое и новое)
- 1930-32: ¡Que viva Mexico! (Да здравствует Мексика!) (befejezetlen, 1979-ben restaurálták)
- 1935–37: Bezsin rétje (Бежин луг) (befejezetlen, a forgatást kétszer is megszakíttatták, a film anyagát tulajdonképpen megsemmisítették – Szergej Jutkevics restaurálta állóképekben Eisenstein halálának huszadik évfordulójára, 1968-ban)
- 1938: A jégmezők lovagja (Александр Невский)
- 1941-45: Rettegett Iván I–II. (Иван Грозный) (a II. részt betiltották, első bemutatása 1958-ban volt, ez a film részben színes. A III. rész csak terv maradt.)

## Magyarul megjelent írásai
- A filmrendezés művészete. Válogatott tanulmányok; ford. Donáth Ferencné et al., szerk., bev. Nemeskürty István; Gondolat, Bp., 1963
- Forma és tartalom. Válogatott tanulmányok, 1-2.; vál., ford. Óváry-Óss József; Közdok, Bp., 1964 (Filmművészeti könyvtár)
- Premier plánban. Önéletrajzi feljegyzések; ford. Simándi Júlia; Európa, Bp., 1979 (Emlékezések)
- Válogatott tanulmányok; vál., szerk., előszó, jegyz. Bárdos Judit, ford. Berkes Ildikó, Szilágyi Zsuzsa; Áron, Bp., 1998
- Szergej Eisenstein, a rajzoló rendező; összeáll. Geréb Anna; Kossuth, Bp., 2007